# Tupaiidae
Họ Tupaiidae là một trong hai họ chuột chù cây, họ còn lại là Ptilocercidae. Họ này có ba chi và 19 loài. Tên họ bắt nguồn từ tupai, từ tiếng Mã Lai cho chuột chù cây, và cũng là cho sóc mà họ Tupaiidae giống hời hợt về bề ngoài. Chi cũ Urogale đã bị giải tán vào năm 2011 khi loài chuột chù cây Mindanao được chuyển đến Tupaia dựa trên một hệ phát sinh phân tử.
Không giống như chuột chù, chúng có bộ não khá lớn so với kích thước của chúng. Trong khi một số nghiên cứu đã tìm thấy chuột chù cây là loài còn sống có họ hàng gần nhất với loài linh trưởng, đa số các nghiên cứu phân tử hiện tìm thấy loài chồn bay là nhóm chị em với loài linh trưởng mặc dù khả năng bay lượn của chúng. Họ này được Gray miêu tả năm 1825.

## Phân loại
- Bộ Scandentia
  - Họ Tupaiidae
    - Chi Anathana
      - Chuột chù cây Madras, A. ellioti

    - Chi Dendrogale
      - Chuột chù cây đuôi trơn Borneo, D. melanura
      - Chuột chù cây đuôi trơn phương Bắc, D. murina

    - Chi Tupaia
      - Chuột chù cây phương Bắc, T. belangeri
      - Chuột chù cây bụng vàng, T. chrysogaster
      - Chuột chù cây sọc, T. dorsalis
      - Chuột chù cây Mindanao, T. evereti
      - Chuột chù cây thông thường, T. glis
      - Chuột chù cây mảnh khảnh, T. gracilis
      - Chuột chù cây Horsfield, T. javanica
      - Chuột chù cây chân dài, T. longipes
      - Chuột chù cây lùn, T. minor
      - Chuột chù cây Calamian, T. moellendorffi
      - Chuột chù cây núi, T. montana
      - Chuột chù cây Nicobar, T. nicobarica
      - Chuột chù cây Palawan, T. palawanensis
      - Chuột chù cây sơn, T. picta
      - Chuột chù cây hồng hào, T. splendidula
      - Chuột chù cây lớn, T. tana

## Bảo tồn
Phần lớn các loài, 71,4%, trong họ này được đánh giá là ít quan tâm, theo sách đỏ IUCN. Gần một phần hai mươi loài, 4,8%, là dễ bị tổn thương và con số tương tự đang nguy cấp. 19% các loài chưa được thu thập đủ dữ liệu để được đánh giá theo thang điểm.

## Hình ảnh

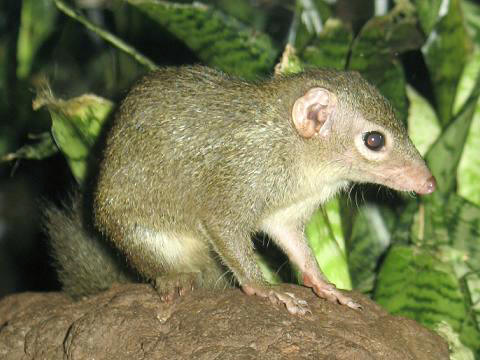
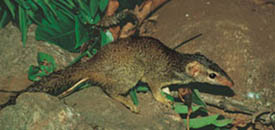
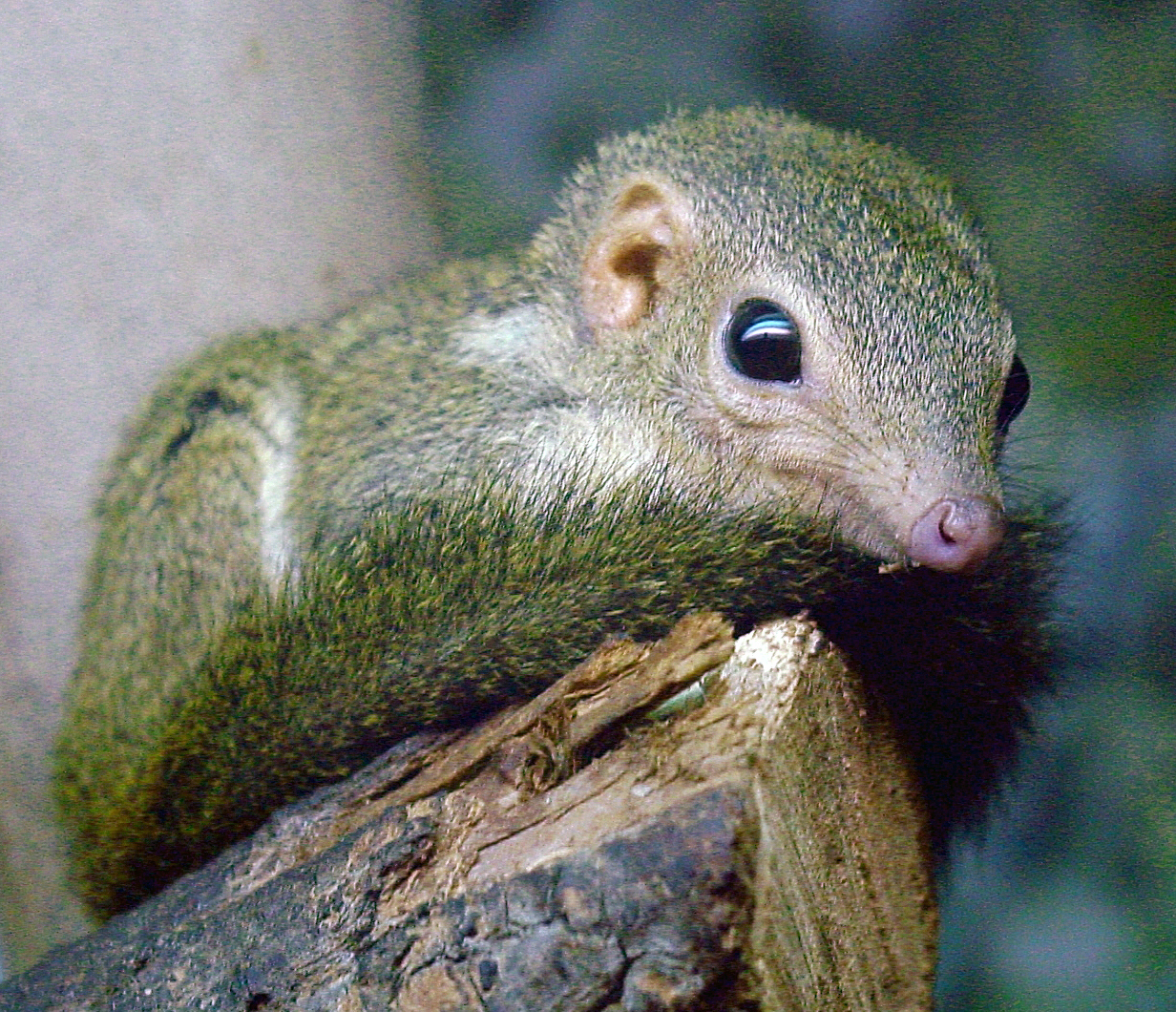